# Goldachhof (Ismaning)

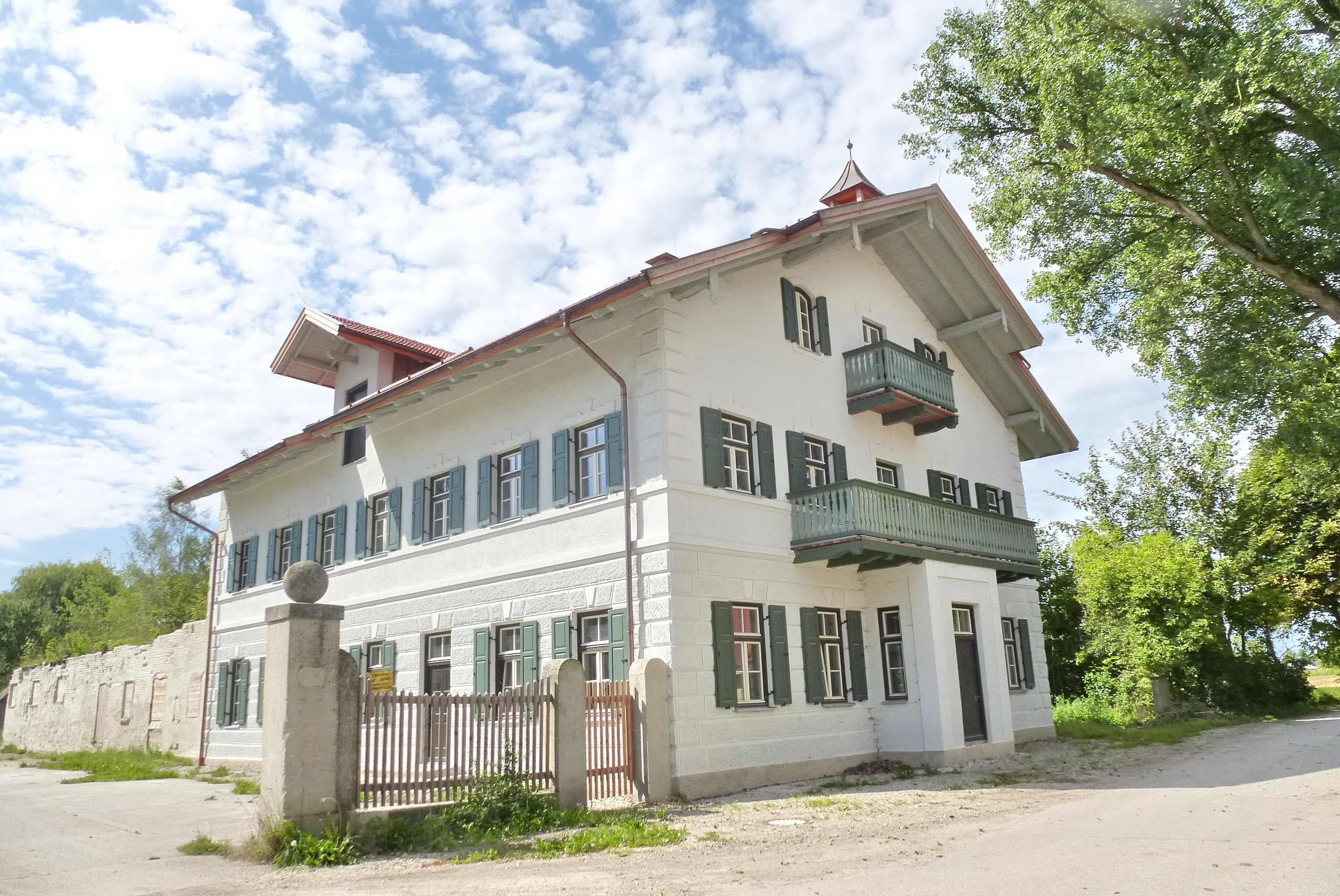
Goldachhof (2014)

Der Goldachhof ist ein denkmalgeschützter Gutshof im Erdinger Moos (Aktennummer D-1-84-130-12).

## Geschichte
Anfang des 19. Jahrhunderts wurde damit begonnen, das Moosgebiet zwischen Erding und Ismaning trockenzulegen. Der zu Ismaning gehörende Grund wurde auf die bestehenden Anwesen aufgeteilt. Zusätzlich entstanden im Moos neue Hofstellen, darunter 1853 auch der „Klitschner Hof“, das spätere Gut Goldachhof.
In seiner heutigen Form wurde er 1896 etwa drei Kilometer östlich von Ismaning (Oberbayern) am linken (östlichen) Ufer der Großen Goldach errichtet. Er lag damals noch auf dem Grund der Gemeinde Aschheim, die Umgemeindung nach dem besser erreichbaren Ismaning erfolgte erst im Jahr 1914.

## Hof
Die Anlage ist ein Dreiseithof. Die zum Anwesen gehörenden Gebäude sind weitläufig um einen eingefriedeten Hof verteilt. An der Westseite des Hofs steht ein großes zweigeschossiges Gutshaus. Das Mauerwerk des Erdgeschosses und der Ecken sind als Rustika ausgeführt.
Die Errichtung des Goldachhofes ist eng mit der Kultivierung des Erdinger Mooses im 19. Jahrhundert verbunden. In den 1870er Jahren erwarb der Siedler Andreas Mayerbacher ein etwa 700 Tagwerk großes Stück Land und wandelte es in Ackerland um. Sein ursprünglich erbauter Bauernhof brannte 1896 vollständig ab. In der Folge entstand die heutige großzügige Anlage. Beim Bau des neuen Hofes verschuldete sich Mayerbacher hoch. Schließlich musste er seinen Besitz aufgeben. 1906 wurde der Hof versteigert.
Neue Herrin wurde Therese Randlkofer aus München, die Besitzerin des königlich-bayerischen Hoflieferanten Dallmayr. Sie baute das Gut erfolgreich zum Zulieferbetrieb für ihr Feinkostgeschäft aus. Nach Ende des Zweiten Weltkriegs musste die Familie Randlkofer den Goldachhof aufgeben, um den Wiederaufbau des zerstörten Stammhauses in München finanzieren zu können.
Der Goldachhof wurde nach mehrmaligem Besitzerwechsel, Brand des Pferdestalls im Jahr 1998 und Leerstand seit 2002 mit weiteren Vandalismusschäden im Jahr 2010 von der Gemeinde Ismaning erworben und saniert.

## Hofkapelle

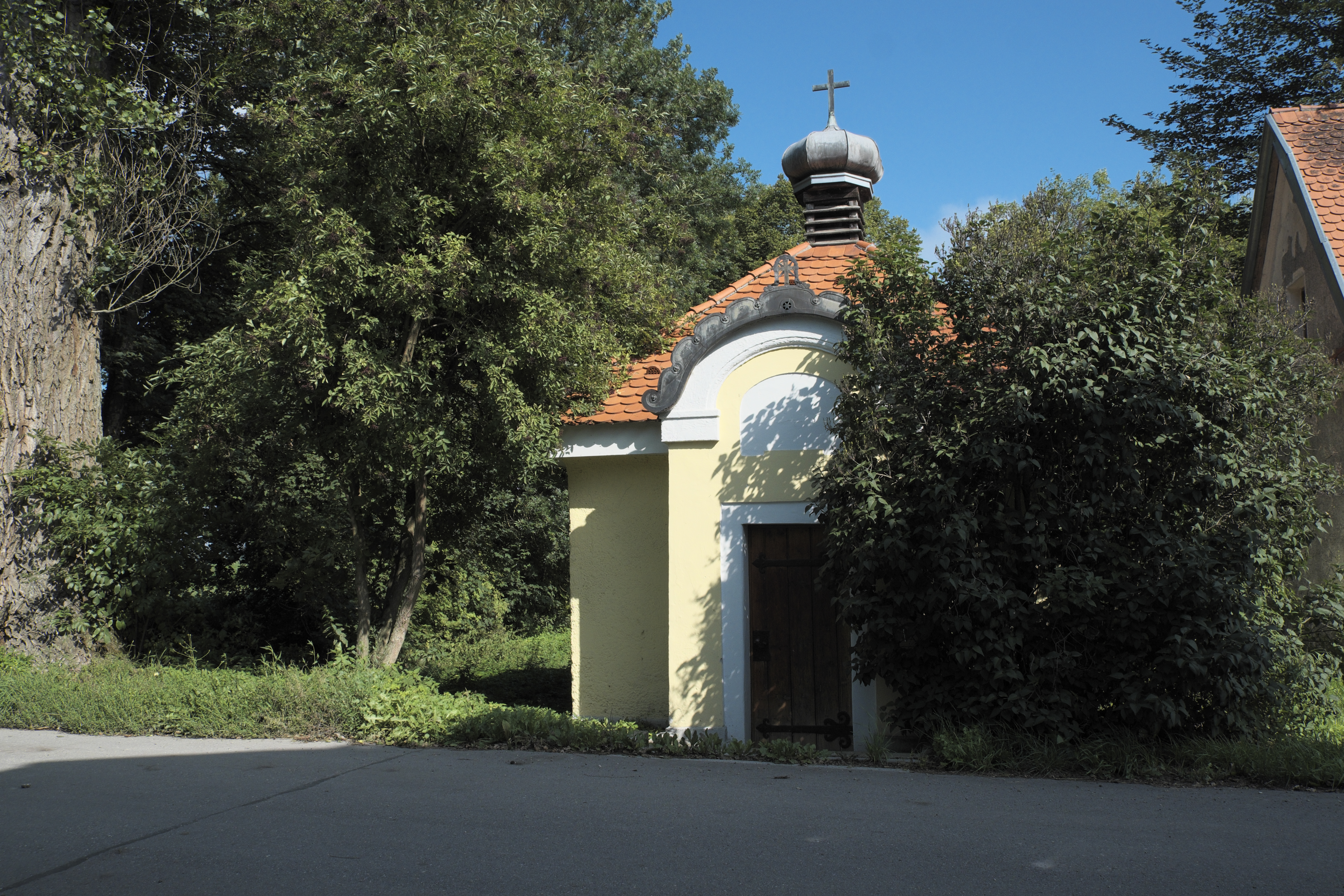
Hofkapelle

Gegenüber dem Gutshaus errichtete Mayerbacher um das Jahr 1900 eine eigene Kapelle. Über einem quadratischen Grundriss entstand im Stil des Neobarock ein kleiner Sakralbau. In der nach Norden ausgerichteten Apsis der Kapelle ist eine ebenfalls neobarocke Holzfigur des heiligen Sebastian aufgestellt. Das Zeltdach wird mit einer kleinen Zwiebelhaube abgeschlossen. 1999 brannten Teile des Gutshofes ab. Der Verfall war bis 2012 sehr weit fortgeschritten, doch 2013 begann die Sanierung des Hofs. Die Kapelle wurde inzwischen renoviert.

## Nebengebäude
Zu dem Gebäudekomplex gehört auch der eingeschossige Satteldachbau östlich der Kapelle. Das Dach des langgestreckten Flügels des T-förmigen Hauses zieren zahlreiche Stehgauben.
In der südwestlichen Ecke des Grundstückes ist ein Wasserkraftwerk, das den Hof mit Strom versorgte. Das Kraftwerk, das in den letzten vier Jahrzehnten immer mehr verfiel, wurde denkmalgerecht restauriert und produziert mittlerweile wieder Strom.

## Gutsallee

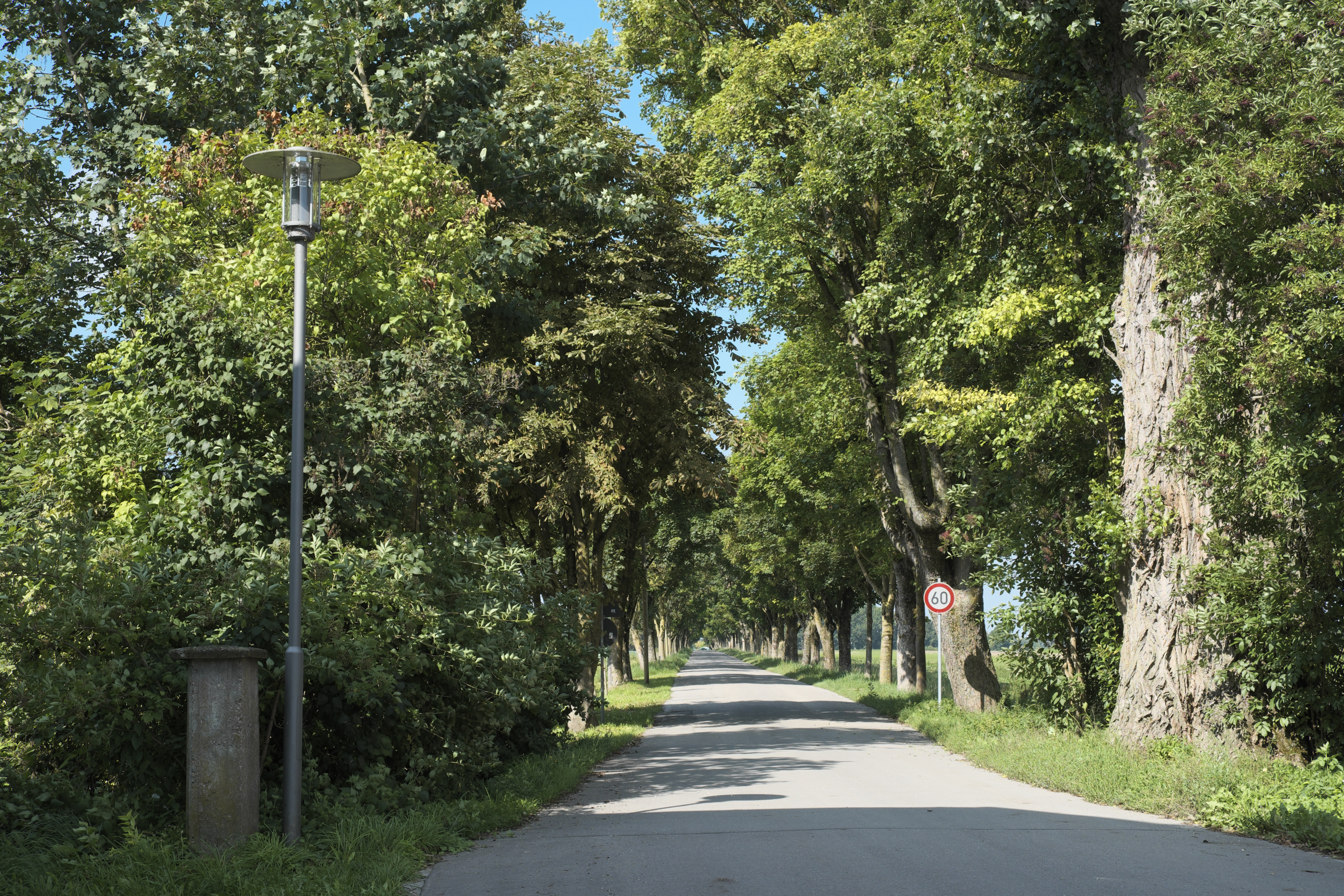
Gutsallee

Auf den Goldachhof führt eine ebenfalls denkmalgeschützte Allee aus Ahornbäumen. Sie ist etwa 700 Meter lang und führt vom Nudelgraben in nordöstliche Richtung zum Gutshof. Die Baumgruppe wurde 1912 von Therese Randlkofer, zum Gedenken an ihren verstorbenen Mann Anton angelegt und bildet heute den östlichen Teil der Mayerbacherstraße. Durch Umwelteinflüsse entstandene Lücken wurden in den letzten Jahren durch gezielte Wiederaufforstung geschlossen.